# 史玉林
史玉林（1917年—1986年），男，直隶平山人，中华人民共和国政治人物，曾任中共宁夏回族自治区党委常委、组织部部长，宁夏回族自治区人大常委会副主任。